# 新宝島 (曲)
「新宝島」（しんたからじま）は、日本のロックバンド・サカナクションの楽曲。11作目のシングルとして、ビクターエンタテインメント内のレーベル・NF Recordsより2015年9月30日にリリースされた。

## 概要
メンバーの草刈が出産のため、バンド活動を一時休止しており、前作「さよならはエモーション/蓮の花」より、約1年ぶりのシングルとなった。本楽曲は、映画『バクマン。』主題歌として制作され、音楽性はバンドの近作とは異なるアッパーなポップ・ミュージックの要素を持ったオルタナティヴ・ロック、ダンス・ミュージックに仕上がっている。
タイトル「新宝島」は、山口が楽曲のテーマを追究するために、漫画を研究した中で見つけた一作である、手塚治虫の作品『新宝島』より借用されている。
本楽曲は、2018年にベスト・アルバム『魚図鑑』に収録された。2019年には、日本テレビ系列『ゴールデンまなびウィーク』テーマソング、2020年には、ソフトバンク「5G」CMソング、2022年には、TikTokのCMソングとしても使用されている。
本楽曲のサウンド、リズム、メロディといった様々な要素は「バンドの新たな姿勢」「原点回帰」と評され、Billboard JAPAN「Hot 100」で首位を獲得。また、オリコンでは最高位9位を記録。日本レコード協会からもダウンロードでダブル・プラチナ、フィジカルでプラチナのゴールドディスク認定を受けている。
本楽曲のミュージックビデオは、田中裕介が監督を務め、フジテレビ系『ドリフ大爆笑』といった昭和の歌番組やバラエティ番組をオマージュしたレトロ感のある演出がなされた。本ビデオは「MTV Video Music Awards Japan 2015」にて「最優秀邦楽グループビデオ賞」にノミネートされている。
また、ミュージックビデオとは別に存在するカラオケ映像では、映画『バクマン。』の監督・大根仁が指揮をとり、1980年代末から1990年代初頭のカラオケ映像の質感を再現した映像が制作された。大根が、映画『バクマン。』をセルフパロディし、漫画家の男性と1人の女性の恋模様が描かれている。映像には、山口も出演している。

## 発表と制作背景

### 背景とリリース
本楽曲は、映画『バクマン。』の映画音楽である。『バクマン。』の映画プロデューサー・川村元気は、バンドへの映画音楽の依頼、および本楽曲を主題歌として依頼するにあたって、雑誌インタビューで以下の様に述べている。
| 「                                     | 映画って音楽が良くないとヒットしないと思うんですよ。〔中略〕プロデューサーとしてはひたすら音楽家探しをやっていて。〔中略〕サカナクションにはロックな要素とダンスミュージックの要素と両方あるし『バクマン。』という映画には両方必要だと思った。 | 」 |
| —川村元気（「MEKURU」2015 vol.06より） | |    |

また、バンドのフロントマン・山口一郎と映画の監督・大根仁の対談では、映画の制作陣がバンドを劇伴、および主題歌に起用した経緯が語られている。
| 「 | プロの作曲家が作る「いわゆる劇伴曲」というのが自分の作品には合わないなと思ってもいて。トラックメーカーとかアーティストに作ってもらったほうがしっくりくるんですよね。だから劇伴が作れそうなアーティストを自分の中で何人かブックマークしていて、その中にサカナクションがいたんです。 | 」 |
| —大根仁（ナタリー「山口一郎（サカナクション）×大根仁 音楽と映画で歩く「バクマン。」のリアルの対談」より） | |    |

また、バンドを起用したきっかけの1つとして、フェスティバル「TAICOCLUB」にて、大根がバンドのライブを観て、衝撃を受けたことから「お客さんを巻き込んでいく感じがすごくて、『バクマン。』の音楽を頼んだら面白いことになりそう」と発想し、タイアップを依頼したという。また、劇伴や主題歌の担当は、キャストより先にバンドの起用が決定していた。
本シングルは、ビクターエンタテインメント内に立ち上げた自主レーベル・NF Recordsによる初のCDリリースであり、共にシングル発売としても初の作品となっている。これに関連し、バンドはアーティスト写真を一新した。
本楽曲は、バンドの11枚目のシングルとして、NF Recordsより2015年9月30日にCDシングルとしてリリースされた。本シングルは、通常盤・初回限定盤・豪華初回限定盤の3形態で発売された。
限定盤のボーナスディスクには、バンドが担当した映画音楽が『MOTION MUSIC OF BAKUMAN。』のもと、1曲の楽曲として収録されている。また、本楽曲は、2018年3月28日にリリースされたベスト・アルバム『魚図鑑』に収録された。

### 制作
本楽曲は、映画の「漫画家を目指す2人の青年の活躍を描いたストーリー」を参考にし、テーマに「線を描く」を掲げて制作された。楽曲中には、漫画家と音楽家に共通する「モノを作る苦しみ」が表現されている箇所がある。
また、大根からはもう1つのテーマとして「押しつけがましくない卒業ソング」というお題も出されている。映画は、主人公の2人が高校から卒業をする日に卒業式には出ず、教室で話し合っているシーンからエンドロールに入る。そのため、大根から提供されたテーマは、映画のストーリーから「新宝島」へ関連性をもたすはたらきをしている。

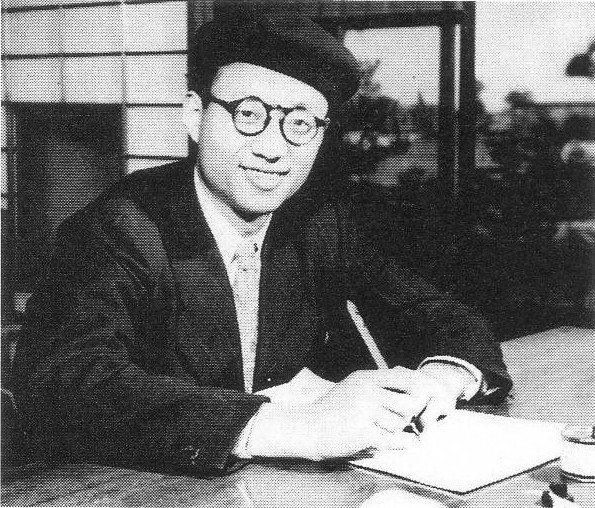
楽曲のタイトルは、漫画『新宝島』より借用されている。写真は作者である日本の漫画家・手塚治虫（1951年撮影）。

制作にあたって、山口は普段読まない漫画を読み、研究を重ねたという。これに際し、山口は「漫画の映画の劇伴や主題歌を作るときに自分から学ばなければいけないなと思った。日本の漫画の原点ってなんだろうと調べたら手塚治虫に着いた」と発言しており、タイトル「新宝島」は、手塚治虫の『新宝島』より借用されている。
本楽曲は、元々「新宝島」というタイトルではなく『バクマン。』の主人公たちがペンで書く「タッチ」とその2人がハイタッチをするシーンから「タッチ」となる予定であったが、原作が『週刊少年ジャンプ』に掲載されているのに対して『週刊少年サンデー』で掲載されていた漫画『タッチ』と題名が同一になってしまうために、映画スタッフに指摘され、タイトルを変えたという逸話がある。
本楽曲は、コンピレーション・アルバム『懐かしい月は新しい月 〜Coupling & Remix works〜』より遅れてリリースされているが、作曲は2014年4月より開始されており、本楽曲の方が先に作業を始めている。
本楽曲を制作するにあたって、山口は2015年7月に発売された雑誌のインタビューにて「史上最大級に苦戦した」と述べており、楽曲の制作に1年2ヶ月を要している。ベース・コーラス担当の草刈愛美の産前産後休業による制作ペースの遅延、キーボード・コーラス担当の岡崎英美のスランプ、映画に寄せるためになどを理由に楽曲の完成が遅れたという。また、その影響で映画の完成へ影響が発生しており、この一連のことから本楽曲への苦難がうかがえる。
その一方、山口は大根と関わっていく中で、大根が様々と映画に対して挑戦をしている姿を見て「自分も作品に手を抜くことは出来ない」「監督が喜ぶものをつくりたいなという一心だった」など、大根への敬意も作品にこめられている。
また、映画の台本を貰った際に「ちょっと明るい曲にしなきゃ」と山口が思い「監督に『次へ行け』と背中を押された気がした」と、山口は述べており、監督との関わりは、本楽曲での構成も変えている。
一方、音楽雑誌『Talking Rock!』の取材では、大根による影響については特に触れず「観る層も高校生と大学生という、はっきりとしたマーケットがわかっていて。求められている楽曲というのもパンチのある明るいものなのだろうなというのもわかっていたから、じゃあここでふりきってそういうものを作ることで新しいストーリーが生まれるかなとも思った」と述べ、想定されるリスナーからの影響について説明している。
また、本楽曲の歌詞には、バンドが2015年9月に開催したオーガナイズ・パーティー「NF」に関連した歌詞が複数組み込まれている。〈このまま君を連れて行くよ〉は「このまま『NF』に連れて行くよ」という意味が込められているという。

「NF」は「外に音楽を発信した時に、興味を持ってくれた人たちが辿り着ける場所を作ることで自分がまた表向きな気持ち、ポジティブな気持ちで音楽を作ることができるようになれるのでは」という山口の考えから、本楽曲の制作途中に計画、開催されたイベントであり、これを開催したことにより、山口は本楽曲の歌詞を書くことができたという。また、2015年11月に開催された「NF」の第2回にあたる「NF #02」では、イベントテーマが本楽曲の歌詞に影響されたことにより「SEN」と題している。

## 構成
本楽曲は、テンポは、75(Free)-158で構成されており、調号は変ロ長調/ト短調で構成される。2015年9月にリリースされたシングル『さよならはエモーション/蓮の花』や『グッドバイ/ユリイカ』が、作者である山口にとっての感情みたいなものを表現した「陰」というのに対し、本楽曲は「陽」というイメージをもとに制作された。それによって、曲調が近作とは異なるアッパーなポップ・ミュージックの部分をも持ったオルタナティヴ・ロックソング、兼ねては冒険心のあるダンス・ミュージックに仕上がっている。
イントロでは、オルタナティヴ・ロックを持つ展開がされ、バンドの原点回帰もなされている。また、本楽曲のイントロ部分の作成中にメンバーがゴダイゴが制作する楽曲と様々な観点で似ていると感じたことにより、楽曲がコミカルな展開になり、ポップ調の曲になった、とも山口は語っている。
本楽曲は、Aメロとサビしかなく、曲調そのものは、1980年代から1990年代初頭を彷彿とさせるチャイニーズ感のあるレトロなシンセサイザーのサウンドと打ち込み感のあるリズム・パターン、ミニマルな曲構成とシンプルな構成である。
歌詞は、リスナーに新たな景色を見せようとする言葉と、耳に残るサビのフレーズや映画の世界、「NF」とリンクした歌詞が特徴的である。本楽曲は、もともとバンドの制作中であった楽曲が合わさって完成されている。サビは「蓮の花」、Aメロは「多分、風。」で構成されている。

## プロモーション
発売前後のプロモーション活動では、2015年9月4日、TOKYO FMをキー局にJFN38局をネットし、放送しているラジオ番組『SCHOOL OF LOCK!』で山口らが担当しているコーナー『サカナLOCKS!（ARTIST LOCKS!）』にて、独占先行フルオンエアが行われた。放送まで、映画の予告編などで楽曲の一部を確認することができたが、フルオンエアは初の機会であった。
また、本番組では2016年2月に「SAKANAQUARIUM 2015-2016 "NF Records launch tour"」での本楽曲のライブ音源が初放送された。本楽曲の発売後の記念イベントでは、シングルが発売された5日後にあたる2015年10月4日にタワーレコード 札幌ピビォ店にて握手会が行われた。

## タイアップ
本楽曲は、映画のプロモーションとしてメディアで使用された他に、リクルートが発行するフリーペーパーの求人情報誌「タウンワーク」およびストリーミング音楽配信サービス・SpotifyのテレビCMソングとして使用された。
また、山口がファンであることを公言している中日ドラゴンズの選手入場曲としても使用されている。2018年6月29日からは、山口の希望により、ソイロ・アルモンテの打席登場曲として使用された。アルモンテが中日を退団した後、2019年9月8日からは、大野雄大の打席登場曲としても使用された。

## アートワーク
通常盤・初回限定盤のジャケットでは、このシングルで文字通り、新たな地平「新宝島」を探し続けるというバンドの姿勢を大胆な「新宝島」というタイポグラフィで表現。楽曲の細部にやどる懐かしさも感じられるデザインとなっている。
豪華初回限定盤のジャケットアートワークでは『バクマン。』原作者である小畑健にイラストの描き下ろしをオファー。イラストのみならず、小畑自身の作業現場や小畑自身が描く手元まで含めた写真がデザインに組み込まれ、文字通り楽曲のテーマである「線を描く」瞬間が切り取られた表現となっている。また、仕様が映画『バクマン。』BOXということから、小松菜奈演じる『バクマン。』ヒロインの亜豆美保が制服を着用した姿で描かれている。

また、映画『バクマン。』BOXに封入される「新宝島」のディスクジャケットには、イラストの原画、および下書きもデザインに組み込まれている。小畑が漫画を描く過程をジャケットにすることにより、音楽家にとっての音楽を生む苦しみ、漫画家にとって漫画を産み出す苦しみを重ね合わせたバンドならではの独自の表現が完成された外装となっている。

## 評価

### 評論家による批評
- 音楽雑誌「WHAT's IN?」ライター・本間夕子は「のっけのこの高揚感。全編を貫くこの太い振動感。最初の一音で耳を引っつかれ、フェードアウトの余韻で一息にもってかれる」とコメントし、本楽曲をJ-POP非ず、日本のポップ・ミュージックのいいところを持ったオリジナリティのあるサウンドメイクであると指摘した[4]。
- 音楽雑誌「MUSICA」レビュアー・小野島大は、本楽曲の仕上がりを「苦労を感じさせないポップでキャッチーな曲」であるとし、構成や詞について「レトロなシンセの音色、歌唱性の強いフレーズやメロディは、一回りして初期のサカナクションを思わせる」「言葉少なで、少しずつ変移しながら繰り返されるメッセージが、先へ先へ進もうという彼らの意欲を示す力強くポジティブなメッセージとなっている」と指摘した[5]。同誌の2016年1月号では、本楽曲が「コアなファンのみならず一般層へもアプローチをする共感と共振を得た楽曲」として、2015年のベストディスクのうちの1枚に選出されている[29]。
- 音楽雑誌「EMTG MUSIC」は、本楽曲を「クリアでエネルギッシュなシングル」として位置付け「サカナクションの歌であると同時に、映画『バクマン。』の感動を増幅させている」と映画への影響も述べている[43]。また、レビューで同誌、および音楽雑誌「CDJournal」は、本楽曲のバンドサウンドを「新しいポップ」と指摘している[35][43]。

### 受容とチャート成績

#### Billboard JAPAN
Billboard JAPANのチャートのうち「Hot 100」では、1位を獲得。年間チャートでは、30位を記録した。Billboard JAPANの栗本斉は、本シングルが1位を獲得したことについて、本シングルと同日にリリースされたA.B.C-Z「Moonlight walker」との市場競争について「サカナクションのようにメディアミックスでどう盛り上げるかを考えなければいけない」とバンドのメディア活用とジャニーズのプロモーションの戦略を解析。キャッチーな楽曲や映像を作ることが前提にし、ロックバンドにおいてのメディアミックスの重要性を唱えた。
ラジオエアプレイチャート「Radio Songs」においても、1位を記録し、3週連続1位を獲得した。年間チャートでは、13位を記録した。シングルセールスチャート「Top Singles Sales」では、2015年10月12日のチャートで6位を記録。

#### オリコン
オリコンの調査によると、本シングルは2015年9月30日にフィジカルとしてリリースされた後、発売初週に推定1万8909枚を売り上げ、シングルチャートで9位を記録した。同年10月分のオリコンシングル月間ランキングでは、25位を記録し、前月のランキングでは50位圏外であったチャートをジャンプアップさせた結果となった。

#### その他認定など
日本レコード協会によるゴールドディスク認定では、10万ダウンロード以上されたシングルトラックとして、2015年11月に認定を受けている。また、2017年1月には音楽配信を25万ダウンロード以上されたシングルトラックとしてプラチナディスク認定を受けた。2020年12月には、50万以上ダウンロードされたトラックとして、ダブル・プラチナ認定も受けている。
カドカワによる消費者動向調査「eb-i」によると、2015年11月2日から3日までに47都道府県の1万1317人の10代から60代までの男女に対するインターネット調査において、本楽曲は「2015年に1番思い出に残っている曲」7位にランクインしている。
有線ラジオ放送「USEN」が2015年12月7日に発表した「2015年間USEN HITランキング」にて、本楽曲は18位を獲得した。
2018年末から2019年にかけて、SNS上で本楽曲を使用した「音ハメ動画」が流行していた。感性工学者の山田真司は「大きな動きのダンスや運動映像と合わせたときに、構造的調和をもたらし、意味的調和を崩す効果を持った楽曲」と評し、158BPMというテンポと「音と画の対位法」が、音ハメ動画が流行した主な要因であると分析した。

## ミュージックビデオ

### 背景とリリース・内容
本楽曲のミュージックビデオは「夜の踊り子」「『バッハの旋律を夜に聴いたせいです。』」「さよならはエモーション」などのミュージックビデオを手掛けた田中裕介が監督を務めた。
『ドリフ大爆笑』などの昭和のバラエティ番組や音楽番組をオマージュしたレトロ感あふれるセットや仕掛けが象徴的な映像になっており、本ビデオがバンドとしての再始動の楽曲ということで華々しいオープニング感あふれる演出となっている。

2015年9月25日、動画サイト「GYAO!」内「映画『バクマン。』特集」にてミュージックビデオが先行公開され、翌日、9月26日にバンド公式YouTubeチャンネルで公開された。また同日、公開に合わせ「ドキュメント」や「montage」など、バンド公式YouTubeチャンネルに公開されていなかったミュージックビデオも一挙公開となった。

### ミュージックビデオの評価
週刊誌「週刊文春」内の「考えるヒット」において、近田春夫は、ミュージックビデオをE-girlsと比較対象にした上で「2拍4拍に合わせて（ダンスの）リズムをとるのがもう既に様になっていないのだ」「老婆心ながら、ここまで切れの悪い "動き" を見せられたらファンのひとだって気持ち冷めるよって。まさかそういう演出ってことないっすよね？」とコメントしている。
MTVジャパンが主催するミュージックビデオの祭典「MTV Video Music Awards Japan」では、ミュージックビデオが「最優秀邦楽グループビデオ賞」にノミネートされている。

### カラオケ映像
本楽曲のミュージックビデオは、通常版とは別にカラオケ映像があり、映画『バクマン。』の監督・大根仁が撮影指揮をとった作品が存在する。本ビデオは、LIVE DAMなどのカラオケ映像に使用されているほか、初回限定盤・豪華初回限定盤に収録されている。
本ビデオは、1980年代末から1990年代初頭の音楽シーンを象徴するカラオケ映像であり、大根にとってカラオケ映像が自身の初心であったことから、大根が自らメガホンをとっただけでなく、当時の機材・演出手法、大根が当時にタッグを組んだカメラマンまで招聘。
1990年代に全盛であったカラオケ映像の質感を忠実に再現した。内容は、大根が映画『バクマン。』をセルフパロディし、映画のシーンを再現したかのようなシーンも随所にみられており、バーテンダー役として山口も出演している。

#### あらすじ
漫画家を目指す男性とそれを応援する女性のラブストーリー。ある日、公園で男性が紙を飛ばしてしまい、その紙を女性が拾ったところから2人は出会う。それをきっかけに、男性はその紙を拾った女性をモデルに漫画を描くが、男性が応募した漫画のコンテストに落選したことから2人の愛は崩れ始める。
男性は夜中放浪をしたものの、正気を取り戻し、道中で転びながらも彼女を探し始める。女性も同様に彼氏を探しており、2人は会うことが出来たものの、赤信号となった横断歩道で男性は車にひかれ、亡くなる。その後、女性はバーでお酒を呑みながら、バーテンダーに亡くなった男性などの事を話す。
すると、バーテンダーの男性は出したカクテルの上にのせた女性の手に自分の手を重ね合わせ、女性に何かを言い、彼女を微笑ませる。そして、バーテンダーと女性が腕を組み、夜の街に出るところで映像はフェードアウトし、終了する。

## ライブパフォーマンス

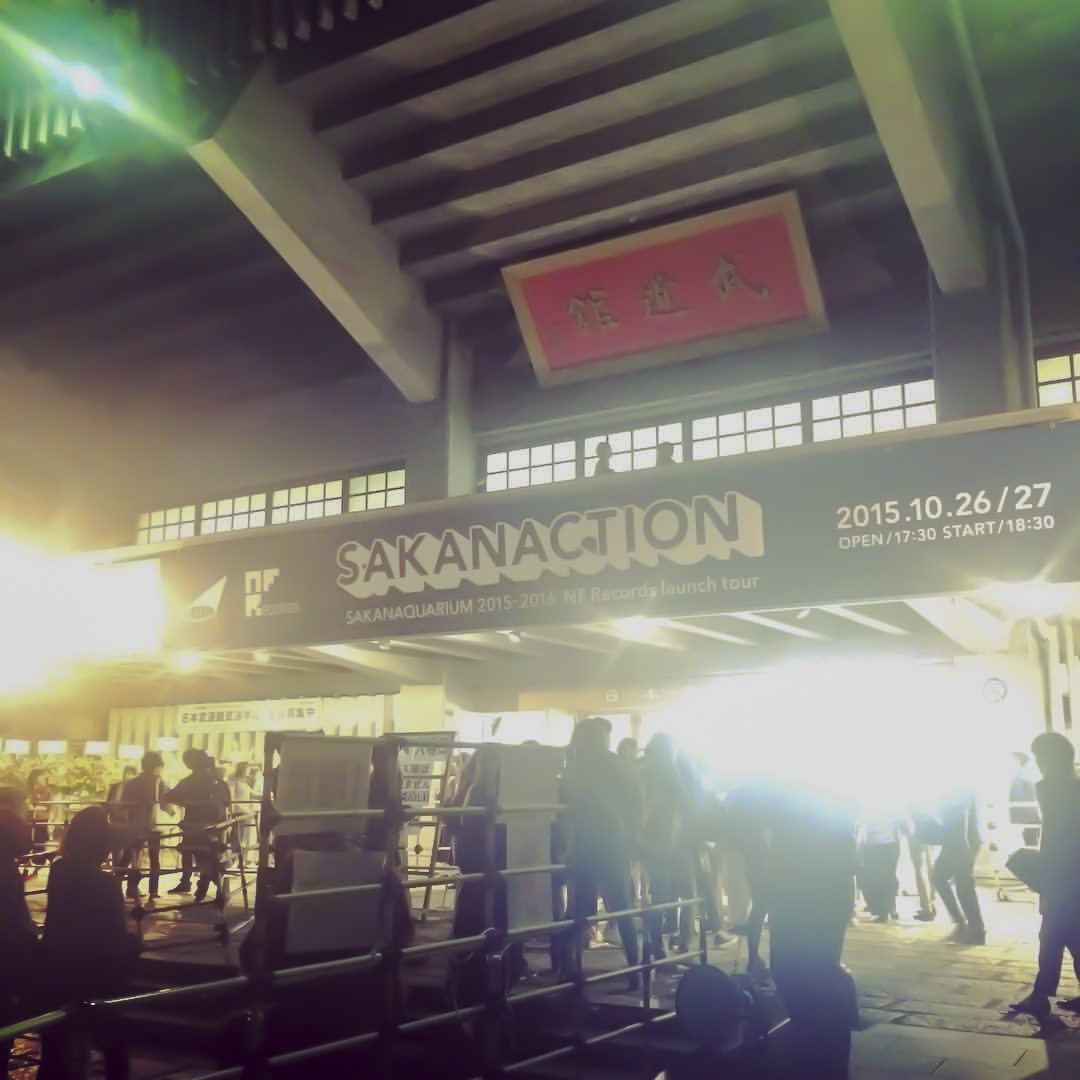
ライブツアー「SAKANAQUARIUM 2015-2016 "NF Records launch tour"」日本武道館公演の様子（2015年10月26日）

本楽曲は、2015年10月から翌年3月にかけてのツアー「SAKANAQUARIUM 2015-2016 "NF Records launch tour"」アリーナ公演にて、ライブ初披露された。
2015年10月27日には、日本武道館にてバンドとして5年ぶりとなる公演を行い、1万1000人を動員し、セットリスト上では、本編最後の曲ながら、山口が「改めまして、僕達、私達、サカナクションです」と挨拶して演奏された。
また、同公演のパフォーマンスは、2016年5月25日にリリースされた映像作品『SAKANAQUARIUM 2015-2016 "NF Records launch tour" -LIVE at NIPPON BUDOKAN 2015.10.27-』に収録されている。
ツアーと前後して、2015年12月28日より4日間開催されたロック・フェスティバル「COUNTDOWN JAPAN 15/16」の3日目（12月30日）の公演では、同フェス最大規模のステージである「EARTH STAGE」のトリとして出演。
パフォーマンス中「SAKANAQUARIUM 2015-2016 "NF Records launch tour"」の台湾と幕張メッセでの追加公演を発表し、本編最後の曲として、本楽曲を演奏した。

本楽曲は、2015年10月10日に放送されたTBS系列『COUNT DOWN TV』、同年10月25日のテレビ朝日系列『ミュージックステーション』などの音楽番組や、2015年11月3日にさいたまスーパーアリーナにて開催されたthe telephonesのラストライブ「the telephones Presents "Last Party 〜We are DISCO!!!〜"」 などのライブ、およびイベントなどでも披露されている。

## カバー
日本の歌手・BENIは、楽曲をシティ・ポップ調に英語詞でカバーし、2017年9月13日にリリースしたカバーアルバム『COVERS THE CITY』に収録された。また、2017年7月15日に放送されたTBS系列『音楽の日』 や、2017年9月9日に放送されたNHK名古屋放送局の音楽番組『Uta-Tube』でも披露されている。
また、BENIは、カバーバージョンのミュージックビデオを製作している。「失った未来」をコンセプトに、未来と過去が行き来するような新しい解釈を生み出そうと制作された ミュージックビデオでは、神奈川県横浜市のみなとみらいやスクラップ場で撮影され、スタイリッシュな衣装に身をまといながらのダンスを見ることができる。
音楽ゲームでは「バンドリ! ガールズバンドパーティ!」内のバンド・ハロー、ハッピーワールド!が2018年に、「D4DJ Groovy Mix」のキャラクター・ 竹下みいこ（渡瀬結月）が2023年にそれぞれカバーし、各ゲームに楽曲が収録されている。
他に、藤原ヒロシが2020年10月7日リリースのアルバム『slumbers 2』で山口のプロデュースを受けて、下田麻美が2021年6月16日リリースのアルバム『THE IDOLM@STER MASTER ARTIST 4 13 双海真美』で、それぞれカバーしている。

## 収録内容
| 全作詞・作曲: 山口一郎。 |                                                          |           |            |                          |      |
| #                        | タイトル                                                 | 作詞      | 作曲・編曲 | 編曲                     | 時間 |
| 1.                       | 「新宝島」                                               | 山口一郎  | 山口一郎   | サカナクション、冨田謙   | 5:06 |
| 2.                       | 「「聴きたかったダンスミュージック、リキッドルームに」」 | 山口一郎  | 山口一郎   | サカナクション           | 4:00 |
| 3.                       | 「インナーワールド (AOKI takamasa Remix)」               | 山口一郎  | 山口一郎   | サカナクション、青木孝允 | 5:16 |
| 4.                       | 「新宝島 (instrumental)」                                | 山口一郎  | 山口一郎   | サカナクション、冨田謙   | 5:04 |
| 合計時間:                | 合計時間:                                                | 合計時間: | 19:24      |                          |      |

| #         | タイトル                      | 作詞      | 作曲           | 編曲           | 時間  |
| --------- | ----------------------------- | --------- | -------------- | -------------- | ----- |
| 1.        | 「MOTION MUSIC OF BAKUMAN。」 |           | サカナクション | サカナクション | 34:54 |
| 合計時間: | 合計時間:                     | 合計時間: | 合計時間:      | 34:54          |       |

| #  | タイトル | 作詞 | 作曲・編曲 | 時間  |
| -- | --- | ---- | ---------- | ----- |
| 1. | 「新宝島（カラオケ映像）」 |      |            | 5:08  |
| 2. | 「新宝島（カラオケメイキング映像）」                                                                                          |      |            | 23:00 |
| 3. | 「カラオケボックストークセッション（『バクマン。』映画音楽制作を振り返る江島啓一、岩寺基晴、岡崎英美によるカラオケ&トーク）」 |      |            | 39:17 |
| 4. | 「新宝島（カラオケ映像（歌入りバージョン））」                                                                                |      |            | 5:08  |

## クレジット
| - 山口一郎 – ギター、ボーカル、コーラス、リミキサー - 岩寺基晴 – ギター、ベース、コーラス - 草刈愛美 – ベース、コーラス - 岡崎英美 – キーボード、コーラス - 江島啓一 – ドラム、コーラス - Cooperatibe Keyboard Arrangement - Yuzuru Tomita - Recorded - Ayaka Toki（Aobadai Studio） - Mixed - Masashi Uramoto（Soi Co.,Ltd） - Record & Mixed - Aobadai Studio - Mastered - Yoshinori Sunahara - マルチオーディオ・エンジニア – 井筒康仁 - オーサリング・コーディネイション – 似鳥将俊（ビデオテック） - メニューデザイン – 渡辺吉朗（ビデオテック） - 監督 – 新井雅仁（ビクターエンタテインメント） - 聞き手 – 山上聡 出演 - 岩寺基晴 - 岡崎英美 - 江島啓一 スタッフ - 監督 – 新井雅仁（ビクターエンタテインメント） - カメラ – 佐藤翼（ビクターエンタテインメント）、清水凌平（ビクターエンタテインメント） - ロケーション協力 – カラオケベアーズ - カラオケ音源協力 – 第一興商 出演 - 山口一郎 - 東加奈子 - 松澤匠 スタッフ - 監督 – 大根仁 - 編集 – 大関泰幸 - カメラ – 千葉明律 - ビデオエンジニア – 中村寿昌 - スタイリスト – 伊賀大介 - ヘアメイク – 伊藤里香 - ヘアメイク（山口一郎）– 根元亜沙美 - アシスタントディレクター – 二宮孝平 - アシスタントカメラ – 金子徳子、佐藤文哉 - スタイリストアシスタント – 荒木里江、金沢朋美 - ドライバー – 金田幸宏 - ロケーション協力 – BAR鶴屋 | - ディレクター、オフィシャルエディット – 田中裕介（Caviar） - 撮影監督 – 奥口睦 - カメラアシスタント – 藤田景、入尾明慶、川戸隆 - デジタル・イメージング・テクニシャン – 大山泰斗（progressive） - キーグリップ – 谷口卓（O.F-inc） - プロダクションデザイナー – 枝広淳良 - セット – GRAY ART - イルミネーション – 飯野将貴（A.I Co.,Ltd） - レーザー – 鈴木慎一（AKARICENTER INC.） - ヘアースタイリスト・メイクスタイリスト – 根本亜沙美 - スタイリスト – 三田真一（KiKi inc.） - 振付師 – 振付稼業air:man - ダンサー – 秋山沙耶乃、葛西悠衣、串田真生、黒谷寛子、児島亜美、近藤ハナ、佐藤杏奈、武正朋子、寺本藍、中野ゆい、仁平真帆、前田陽奈、宮澤利奈、山川のりこ、柚井愛麗、吉田来美 - オンライン編集 – 入野俊郎（Imagestuio109） - ミキサー – 中村和教（Imagestuio109） - コロリスト – 石原泰隆（ソニーPCL） - プロダクション – 前田屋 - プロデューサー – 前田博隆（Maedaya inc） - プロダクションマネージャー – 阿部航 - プロダクトアシスタント – 太田利陽、中村ミサ - スペシャルサンクス – ImageStuio109、ソニーPCL、アメリカンアパレル、ABCマート、Masanobu Hiraoka、Rhizomatiks |

## チャート・認定と売上

### チャート
| チャート                                | 順位 | 出典   |
| --------------------------------------- | ---- | ------ |
| 日本・オリコンCDシングル                | 9    | [ 52 ] |
| 日本・Billboard JAPAN Hot 100           | 1    | [ 44 ] |
| 日本・Billboard JAPAN Radio Songs       | 1    | [ 47 ] |
| 日本・Billboard JAPAN Top Singles Sales | 6    | [ 51 ] |

| チャート                          | 順位 | 出典   |
| --------------------------------- | ---- | ------ |
| 日本・Billboard JAPAN Hot 100     | 30   | [ 45 ] |
| 日本・Billboard JAPAN Radio Songs | 13   | [ 50 ] |
| 日本・2015年間USEN HITランキング  | 18   | [ 59 ] |

| 現在、技術上の問題で一時的にグラフが表示されなくなっています。 |                                                                |
|                                                                | 現在、技術上の問題で一時的にグラフが表示されなくなっています。 |

| チャート                 | 順位 | 出典   |
| ------------------------ | ---- | ------ |
| 日本・オリコンCDシングル | 25   | [ 53 ] |

### ゴールド等認定
| 国   | 認定年月   | 認定団体 | 認定                              | 売上・ストリーム数 | 出典    |
| ---- | ---------- | -------- | --------------------------------- | ------------------ | ------- |
| 日本 | 2015年11月 | RIAJ     | ゴールド （ダウンロード）         | 10万+              | [ 55 ]  |
| 日本 | 2017年1月  | RIAJ     | プラチナ （ダウンロード）         | 25万+              | [ 56 ]  |
| 日本 | 2020年5月  | RIAJ     | ゴールド （ストリーミング）       | 5000万+            | [ 102 ] |
| 日本 | 2020年12月 | RIAJ     | ダブル・プラチナ （ダウンロード） | 50万+              | [ 57 ]  |
| 日本 | 2022年6月  | RIAJ     | プラチナ （ストリーミング）       | 1億+               | [ 103 ] |

### 売上
| 国   | 集計団体 | 売上/枚 | 出典   |
| ---- | -------- | ------- | ------ |
| 日本 | オリコン | 35,000  | [ 54 ] |

## 解禁日と発売日一覧
| 国・地域 | 発売・発信元                              | 発売日・解禁日 | 規格                                                            | 規格品番/リクエストナンバー                              |
| -------- | ----------------------------------------- | -------------- | --------------------------------------------------------------- | -------------------------------------------------------- |
| 日本     | JFN・TOKYO FM 『SCHOOL OF LOCK!』         | 2015年9月4日   | ラジオ・プレミア                                                | N/A                                                      |
| 日本     | - NF Records - ビクターエンタテインメント | 2015年9月26日  | ミュージックビデオ                                              | N/A                                                      |
| 日本     | - NF Records - ビクターエンタテインメント | 2015年9月30日  | マキシシングル - CD - CD+DVD - 2CD+DVD - デジタル・ダウンロード | - VIZL–885 - VIZL–886 - VICY–910 - VIBY–984 - VICL–37102 |
| 日本     | LIVE DAM                                  | 2015年9月30日  | カラオケ                                                        | 5449–28                                                  |
| 世界     | - NF Records - ビクターエンタテインメント | 2015年9月30日  | デジタル・ダウンロード                                          | N/A                                                      |
| 日本     | - NF Records - ビクターエンタテインメント | 2015年10月17日 | レンタルCD                                                      | VICL–37102                                               |
| 台湾     | ロックレコード                            | 2015年11月20日 | マキシシングル - CD - 2CD+DVD - CD+DVD                          | GUT2504.4                                                |
| 日本     | JFN・TOKYO FM 『SCHOOL OF LOCK!』         | 2016年2月25日  | ラジオ（ライブ音源）                                            | N/A                                                      |